# Steganacarus angulatus
Steganacarus angulatus är en kvalsterart som först beskrevs av Balogh och Sandór Mahunka 1992.  Steganacarus angulatus ingår i släktet Steganacarus och familjen Phthiracaridae. Inga underarter finns listade i Catalogue of Life.